# Marcel Michiels
Marcellus (Marcel) Michiels (Halen, 15 juli 1772 - aldaar, 6 oktober 1837) was een Belgische burgemeester.

## Levensloop
Marcel Michiels was burgemeester van Halen van 1805 tot 1829. Zijn zoon Louis Michiels werd later ook burgemeester van Halen.
Hij was herbergier en plaatsvervanger bij het vredegerecht in Herk-de-Stad.